# Тангун
Тангу́н Ванго́м (кор. 단군왕검?, 檀君王儉?) — легендарный основатель государства Кочосон (Древний Чосон), считающегося первым корейским государственным образованием. В корейской мифологии является внуком бога небес.

## Миф о Тангуне
Согласно легенде, у Властелина Неба Хванина (кор. 환인?, 桓因?) (буддистами отождествлялся с Индрой) был сын Хванун (환웅), который хотел жить на земле среди долин и гор. Хванин позволил сыну с 3000 последователей спуститься на гору Пэктусан, где тот основал Синси (신시, 神市), Город Бога. Вместе со своими министрами дождя, облаков и ветра Хванун установил законы и моральные нормы для людей, научил их различным ремеслам, медицине и возделыванию земли.
Тигр и медведица молились Хвануну чтобы стать людьми, услышав их, Хванун дал им по 20 долек чеснока и стебельку полыни, сказав им есть только эту священную еду и избегать солнечного света в течение 100 дней. Тигр не выдержал и вышел из пещеры после 20 дней, однако медведица осталась и вскоре превратилась в женщину. Женщина-медведица, (Уннё, 웅녀, 熊女), была благодарна и сделала подношения Хвануну. Но вскоре Уннё стала грустить и просила возле священного дерева Синдансу (신단수, 神檀樹) чтобы у неё был ребёнок. Хванун, тронутый её просьбой, взял её в жены и вскоре она родила сына, названного Тангун Вангом (단군왕검).
Тангун унаследовал трон отца, построил новую столицу Асадаль рядом с современным Пхеньяном (местонахождение до сих обсуждается среди историков) и назвал своё царство Чосон, которое современные историки называют Кочосон, чтобы не путать с более поздним государством Чосон.

### Даты
Согласно «Самгук Юса» Тангун начал править в 2333 году до н. э., согласно описанию в «Тонгук Тоннам» (1485) на 50 году правления китайского императора Яо. Другие источники приводят разные даты, однако все они относят начало царствования Тангуна ко времени правления Яо (2357 до н.э.—2256 до н.э.). По некоторым источникам Тангун прожил 1908 лет, по другим («Ындже сиджу») — 1048.
До 1961 года летосчисление в Южной Корее называлось Танги (단기, 檀紀) и велось с 2333 до н. э.

## Интерпретация
Миф о Тангуне впервые упоминается в XIII веке, в «Самгук Юса». Сейчас это самая популярная и изученная версия мифа.
В мифе о Тангуне прослеживаются как буддийские, так и шаманские элементы, присущие многим народам северо-восточной Азии. Медведь присутствует во многих мифах об основании различных культур в Маньчжурии и на Дальнем Востоке России.

### Археологические находки
В 1990-х годах КНДР объявила о находке фрагментов Мавзолея Тангуна. Учёные круги западных стран скептически отнеслись к находке, поскольку правительство страны не разрешило независимые исследования и тесты.

### Тангун в религии
Во время монгольских завоеваний легенда о Тангуне играла важную роль в консолидации нации. Косиндо (고신도, 古神道) — ветвь корейского шаманизма, почитавшего Тангуна за бога.
В конце XIX — начале XX веков на волне борьбы с японцами возникло движение Тэджонгё (대종교, 大宗敎), являвшегося преемником Косиндо. Японцы всячески подавляли его как одно из проявлений корейского национализма и идеологию подпольного патриотического движения. Тэджонгё и по сей день имеет последователей.